# Abel Quezada
Abel Quezada, né le 13 décembre 1920 à Monterrey, Nuevo León et mort le 28 février 1991 à Cuernavaca, était un artiste mexicain. Il est illustrateur, caricaturiste, dessinateur, conteur, peintre, écrivain et journaliste pour de nombreuses publications mexicaines et américaines parmi lesquelles Ovaciones, Cine Mundial, Últimas noticias, Excélsior, Novedades, La Jornada, The New Yorker et The New York Times. 

## Filmographie

### Comme acteur
- 1965 : En este pueblo no hay ladrones d'Alberto Isaac
- 1968 : Las visitaciones del diablo d'Alberto Isaac
- 1972 : Los días del amor d'Alberto Isaac

### Comme producteur
- 1951 - 1954: Rayo veloz (première série télévisée comique mexicaine)

### Biographie
- 2002 : Retrato Intimo de Raul Poire et Patricia Urias (biographie avec Gabriel Figueroa, Amalia Hernández, Rodolfo Morales et Jaime Sabines)

## Distinctions
- 1975 : Prix du Club des Journalistes
- 1980 : Prix National de Journalisme

### Ouvrages à lire
- Revista Artes de México N°06
- Abel Quezada, mexicano lateral de Guillermo Sheridan, ISSN 1405-7840